# Umberto Silvestri
Umberto Silvestri (ur. 6 września 1915 w Rzymie, zm. 28 maja 2009 tamże) – włoski zapaśnik walczący w stylu klasycznym. Trzykrotny olimpijczyk. Piąty w Berlinie 1936; odpadł w eliminacjach w Londynie 1948; szósty w Helsinkach 1952. Walczył w kategorii 87 kg.
Mistrz igrzysk śródziemnomorskich w 1951 roku.